# NGC 2604
NGC 2604 é uma galáxia espiral barrada (SBc) localizada na direcção da constelação de Cancer. Possui uma declinação de +29° 32' 19" e uma ascensão recta de 8 horas, 33 minutos e 22,9 segundos.
A galáxia NGC 2604 foi descoberta em 12 de Março de 1785 por William Herschel.